# Python molurus
La pitón de la India (Python molurus) es una especie de reptil escamoso de la familia Pythonidae de hábitos nocturnos.

## Características
Este reptil puede alcanzar una longitud, de cabeza a cola, de 6 metros y unos 95 kg de peso, aunque, normalmente, no llega a medir más de 5 metros de largo y los ejemplares más pequeños tienen una longitud de 3 metros. La pitón de la India tiene una cabeza típicamente triangular, de pequeño tamaño comparado con la longitud de su cuerpo.
Para cazar, las pitones disponen de un sistema de captación del calor de sus presas (animales de sangre caliente) situado en las mandíbulas.
La pitón vive en el sureste asiático y otros ambientes más húmedos cercanos a los ríos, como zonas pantanosas o arrozales.
A este reptil le gusta bañarse y se desenvuelve en el agua a la perfección. Fuera del agua, prefiere ir a ras de suelo, aunque también es capaz de trepar por los árboles y vegetación similar.
Python morulus tiene una esperanza de vida en cautividad de unos 10 años, aunque se han visto casos en que han llegado a los 30 años.

## Alimentación

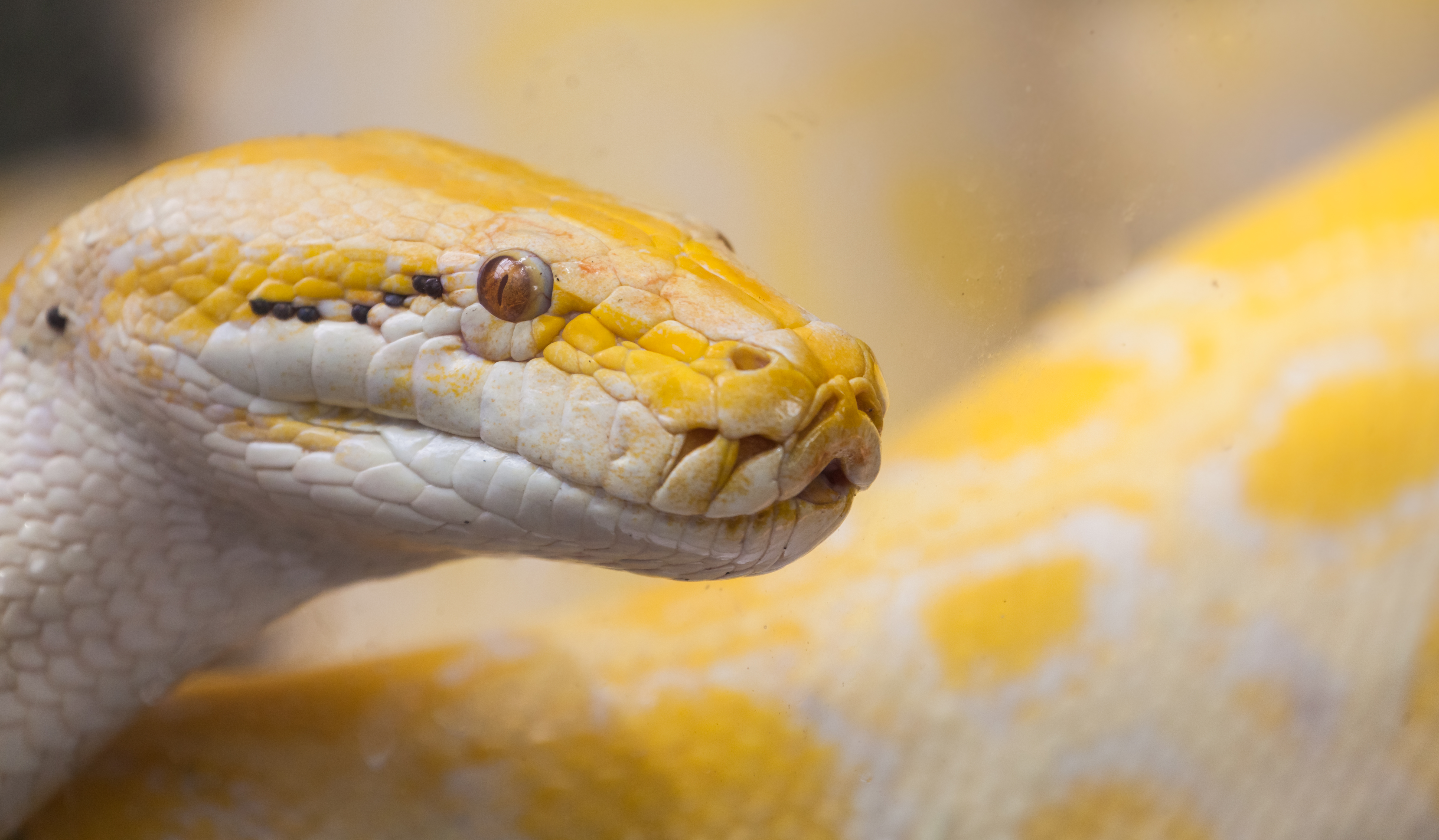
Ejemplar albino de pitón de la India.

Al no tener veneno, deben matar sus presas por constricción (estrangulamiento).
Las pitones jóvenes comen todo tipo de roedores, lagartos de tamaño pequeño y crías de aves. Las pitones adultas depredan grandes lagartos, pequeños cocodrilos,  rumiantes (ciervos jóvenes), cerdos pequeños y monos, aunque lo que consumen más frecuentemente son roedores, sobre todo ratas.

## Reproducción

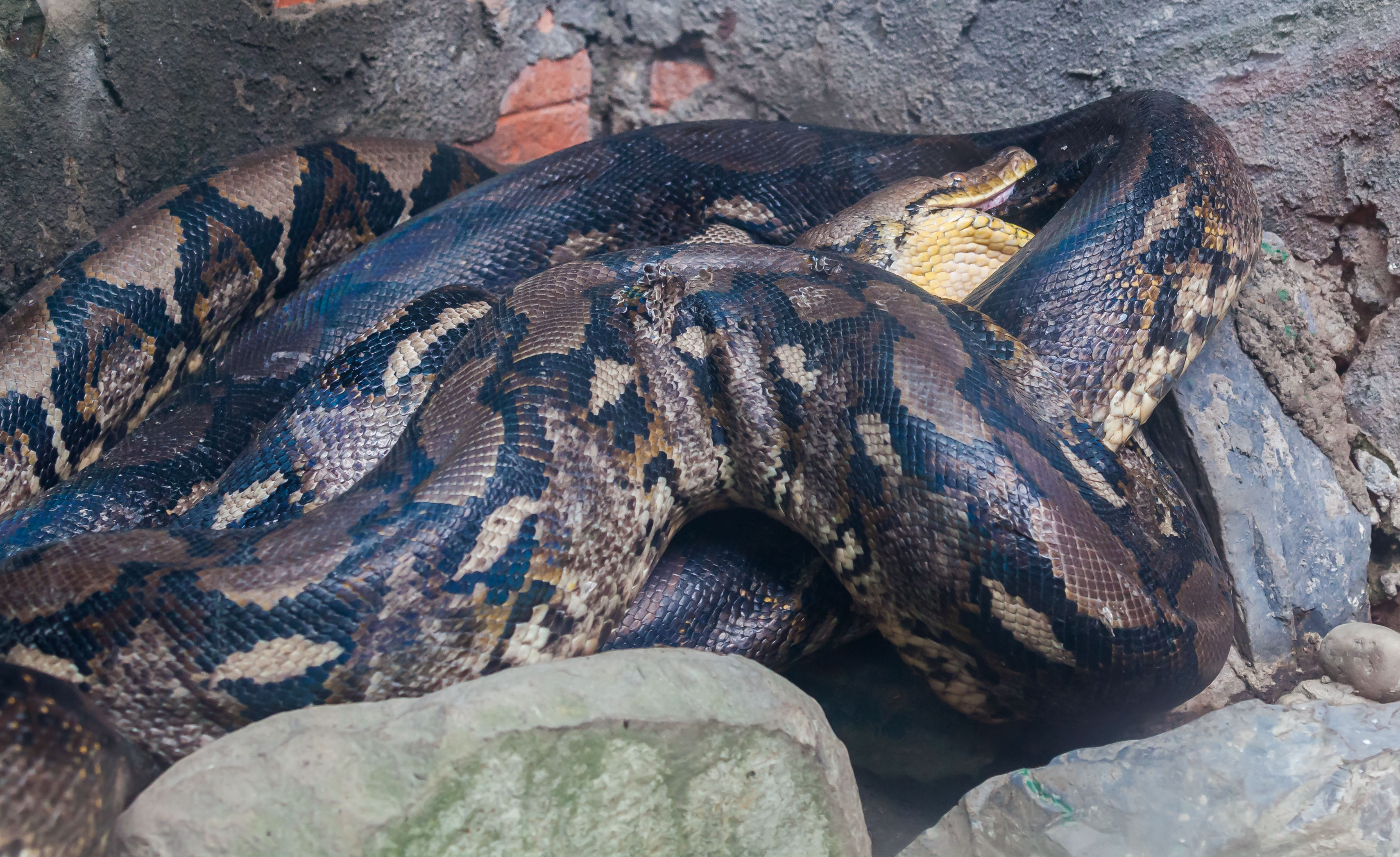
Apareamiento de pitones.

Los apareamientos en esta especie acostumbran a concentrarse en primavera y se pueden dar tanto en el agua como en tierra firme.
La hembra, después de unos 2 meses tras aparearse, pone unos 30 huevos, pero depende del tamaño de la hembra (a mayores tallas, más huevos). La puesta puede ser de hasta 100 huevos. La incubación dura entre 50 y 90 días. 
Son muy buenas madres, ya que no es nada raro que la hembra pase largo tiempo enrollada cubriendo a sus huevos para ofrecerles protección contra cualquier enemigo. Se cree que la hembra de pitón de la India, aparte de proteger a sus huevos, ayuda a llevar a cabo la incubación con unos suaves movimientos de cuerpo cada cierto tiempo que permiten que la temperatura de los huevos se mantenga en los valores adecuados. Con la contracción de los músculos de su cuerpo genera calor y consigue hacer subir la temperatura que rodea a los huevos entre unos 5 y unos 10 °C.
Al nacer, las crías miden unos 55 cm de longitud y llegan a la madurez sexual a los 2 o 3 años. Para ese entonces, pesan unos 20 kg. Sin embargo, normalmente se aparean alrededor de los 5 años.

## Subespecies
Se conocen dos subespecies:
- Python molurus bivittatus Kuhl, 1820
- Python molurus molurus (Linnaeus, 1758)